# Leland
Leland este o localitate din comuna Leirfjord, provincia Nordland, Norvegia, cu o suprafață de 0,68 km² și o populație de 620 locuitori (2013).